# 花の慶次の登場人物
花の慶次の登場人物（はなのけいじのとうじょうじんぶつ）では、隆慶一郎作の歴史小説「一夢庵風流記」を原作とした、原哲夫の漫画作品『花の慶次』に登場する人物について解説する。
声は特筆のない限りカセットブック版 / ラジオドラマ『角田信朗』版 / ラジオドラマ『キャイ〜ン』版・パチンコ『CR 真・花の慶次』版のキャスト。

## 慶次と仲間たち
前田慶次
声：大塚明夫 / 藤沢としや / 藤沢としや / 田昌人（スーパーファミコン） / 堀内賢雄（戦国大戦）
正しくは前田慶次郎利益。天下一の傾奇者。身の丈は六尺五寸（約197cm）以上ある大柄な武将（原作では身長六尺三寸（約190cm）、体重二十四貫（90kg）とされている）。出自は滝川一益の従弟である滝川益氏の次男で、前田利家の兄・前田利久の養子となる。養父利久の一生を見届けるまであえて不仲の叔父利家の治める金沢に居続けるなど自らの道理で生き、自由を貫き通す奔放な男。肝っ玉も据わっており、権太という見世物小屋を抜け出した熊と酒を飲んでいたこともある。勝ち戦よりも負け戦こそいくさ人のあるべき場所と信じ、好んで劣勢な軍勢に味方する（原作では前田家に仕えた後に慶次が参加した合戦は全て勝っていると書かれている）。膂力に優れ「甲冑の隙間を突く」のが戦場での刀の使い方の常法であるこの当時、甲冑ごと敵を斬り捨てる常識外れの刀法を見せる。そして酒を樽ごと一気呑みするほどの酒豪。その一方で旅日記を書く、伊勢物語を写本する、千利休と交流するといった風流な文化人の側面もある。その無頼な振る舞いを気に入った秀吉から「いかなる相手であっても自分の我を貫き通してよい」という「傾奇御免状」を与えられた。自称として、雲井ヒョットコ斎、一夢庵ひょっとこ斎（出家後）がある。立腹した時は常に持ち歩いている煙管（金の特製であり非常に重い）を逆さにして音高く「トーントーン」と二度叩き、火皿の中の煙草をふるい落して煙管で殴りつける癖がある（原作では喫煙の場面自体が少なくこの癖はない）。猿や白鷺の衣装といった多種多様な衣装を披露する。原作および史実では妻子があるが（原作では一男四女の父であり金沢出奔の際に離縁している）、本作では全く触れられていない。まつとの関係も同様にカットされている（原作では少なくとも2回は肉体関係を持っており、本作でも「殿様の正室が不義を働いて云々」というくだりがある）。
原作『一夢庵風流記』での名前は「前田慶次郎」だが、隆慶一郎の提案により「前田慶次」と略することとなった。

松風
慶次の愛馬。一蹴りで人を殺せるほどの巨体と馬力の持ち主であり、本作・原作ともに何人もの敵をその馬蹄にかけて殺している。走力も抜群であり原作では「並の馬の倍近い速さ」と書かれている。上野国の厩橋城近くで野生馬の群れを率いていた。馬を手に入れようとする滝川勢を翻弄するが、並の馬では一合戦で乗り潰してしまう慶次に惚れ込まれ、彼に10日間をかけて「口説かれ」る。慶次にとっては戦友で心を通わせあっており、慶次は馬銜をつけずに乗りこなす。
非常に癇が強く、基本的に慶次以外の人間は乗せようとしない。また傍に寄せる人間ですら限られており、捨丸曰く「俺だって松風に餌をやれるようになるまで、何度蹴られたか分からねぇ」とのことで、描写で分かる限りでは利家や幸村なども振り落とされている（原作では骨に襲われて危機に陥った捨丸が、短い時間だが乗せてもらっている）。ただしおふうだけは例外で、慶次と一緒に背中に乗っていても松風は不機嫌にはならなかった（原作では慶次が「俺と一緒なら大丈夫だ」と言っており、助右衛門や伽姫らが同乗している）。人の言葉を理解している。また実際に発声したわけではないが一度だけ劇中で「なにを甘ったれたことを言ってるんだ〜」と心の言葉を発した描写がある。本作オリジナルのエピソードとして松風には後藤又兵衛の馬狩りで瀕死の状態となった子馬がおり、松風は慶次の刀を銜え苦しむ我が子への介錯を慶次に託した。その時、松風は初めて「紫色」の目から涙を流し、わが子の最期を看取った。

捨丸
声：千葉繁 / 宮坂俊蔵 / 宮坂俊蔵 / 阪口大助（ラジオドラマ「琉球の章」） / 後藤有三（スーパーファミコン）
かつては四井主馬の家来だった小柄な忍び。弟を松風に蹴り殺され慶次を付け狙っていたが、その一方で惚れ込んでもおり、仲間7人を殺すことで覚悟のほどを証明し慶次に仕える。位こそは下忍（原作では下忍よりさらに下の身分である奴とされている。作中でも侍身分の下忍より下の身分と描写されている）だが、加賀忍軍ではトップクラスの実力者であり、慶次の一の家来として作中の最後まで勤め上げる。主馬も彼の技量を惜しんで一回だけ加賀忍軍復帰のチャンスを与えている。ただ作中では四井主馬に目の前にまで接近されても気付かなかったり、加賀忍びに不意打ちを食らって殺されかけたり、利休の配下の忍者に天井裏で容易に後ろを取られるなど、相手に殺す気があったら何度も殺されている場面があり、未熟な面も散見される（原作では骨以外の敵に遅れを取る場面はない）。炸裂弾が主な武器。本作では炸裂弾や手裏剣を投げるほか、「らん！」という台詞とともに小刀で斬るといった描写も追加された。火縄銃による狙撃の名手でもある（原作では銃器を扱う描写はないが、本作では原作における金悟洞の役割も担当している）。物資調達や交渉術など世渡りに長け、世間一般の事例処理はほぼ全て彼が受け持つ。慶次が前田家を出奔した後に住み着く屋敷は捨丸が手配したものである。一見するとひょうきんなお調子者だが、内実は非常に思慮深く誠実な人物。本作では嘘をつくと無意識に両目が外を向いてしまうという癖と戦闘の際には「たらら〜」と鼻歌を歌う癖が追加されている。また慶次曰く「案外と誇り高い男」。慶次を殺した手柄で侍になることが夢だったが、主馬との再会でその機会を得た際、慶次の人柄を改めて知り「正々堂々と戦って殺らなきゃ罰があたる」と殺すことを思いとどまった。その後、慶次を殺そうとする意思・行動の描写は特にない。
岩兵衛
声：- / 吉水孝宏 / 辻井健吾 / 田昌人（スーパーファミコン）
本作オリジナルキャラクター。原作では慶次の上京後に登場する「骨」を先行の読切版で登場させてしまったため、代わりに登場した。物語後半では金悟洞の代役ともなっている。鬼のような顔をした七霧の里の住人。おふうの育ての親でおふうを連れ戻そうと慶次の命を狙っていたが、やがて慶次の人柄に惚れ込み家来となる。恐ろしげな容姿とは裏腹に、非常に純粋で心優しい男。かつて愛していたお雪の娘であるおふうを唯一無二の大切な存在と思っており、彼女のためならばいかなる危険も顧みない。人の心を読むという異能の力を持つが、その力が通用しなかったり、並外れた殺意を読み取ってしまった相手には恐怖することもある。巨体と並外れた怪力を生かした拳撃や蹴りを得意とし、その威力は鎧に身を包んだ兵士ですら徒手で打ち殺すほど。体術にも長け、素手で手裏剣を払い落とす、関節を外しての上体そらしで斬撃を回避する、木を垂直に駆け上るなど抜群の身体能力を見せつけ初対面の慶次を驚嘆させた。
おふう
声：渕崎ゆり子 / 陰山真寿美 / 三宅麻理恵
本作オリジナルキャラクター。耳そぎ願鬼坊にさらわれ、耳削ぎと耳持ちをやらされていた少女。外見は7-8歳前後の子供に見えるが、実年齢は少々上の14-5歳程度であることが作中で判明する。当初は表情も暗く喜怒哀楽を表に出さなかったが、願鬼坊が慶次に倒されてからは感情を取り戻し、合戦以外では慶次らと行動を共にするようになる。良識あるしっかり者で、慶次や捨丸に対して突っ込み役に回ることもしばしば。慶次に対して仄かに憧れの念を抱いているらしく、遊女らに囲まれ楽しげな慶次を見て不機嫌な様子で「だらしない」と言い、骨には心の内を見透かされ「妬いているのか」とからかわれている。本作品で京訛りの言葉を常用している数少ない人物の一人である。後に公家の男性と七霧の里の女・お雪との間に生まれたという出生の秘密が明らかになり、七霧の里へと戻り慶次一行と別れた。七霧の一族に伝わる異能の力を色濃く受け継いでおり、遠く離れた所にいる人物の心中を正確に言い当ててみせ、七霧の長を驚嘆させた。「おふう」という名の人物は、隆慶一郎の別作『影武者徳川家康』、『かくれさと苦界行』の両作品にも登場する。
利沙
声：- / 桑島法子 / 恒松あゆみ / 久川綾（ラジオドラマ「琉球の章」）
与四郎と涼花との間に生まれた娘。南蛮の血が入った絶世の美女で、同時に女神と呼ばれるほどの清らかな心の持ち主であり、その優和な人柄と深い愛情で周囲の人々の心を癒していく。母から習った胡弓が得意。しかしそのあまりの美貌ゆえに、本人の意志とは関係なく男を滾らせ狂わせてしまう。カルロスや慶次が琉球を目指すきっかけとなる。琉球国でも利沙を巡り壮絶な争いが繰り広げられた。後に海を渡り、京で慶次と生活を共にするようになる。原作の伽姫に相当する本作オリジナルキャラクター。

## 前田家
前田利家
声：阪脩 / 江川央生 / 近藤浩徳
前田家の当主で加賀の大名。かつては「槍の又左」と称されるほどの猛将だったが、歳を取ってからはプライドばかり高く周囲を気にする小心者に成り下がってしまった。慶次と対比して器量の小さい人物として描かれており、史実の前田利家よりかなり貶められている。そろばんと遠眼鏡を愛用しており、臆病で神経質な利家の言動をコミカルに表現する小道具としてたびたび登場する。本作の利家は人望に恵まれた人物ではなく「俺は今まで誰からも好かれたことがない」と自認するシーンがある。そのため万人から愛される慶次に嫉妬し、同時に自身の地位を脅かす最大の内敵と恐れていた。しかし自らの力で築き上げた前田家への思いは強く、慶次もそれは口には出さないが深く理解している。戦国武将らの間で男色・衆道がごく当たり前のことだったという史実を踏まえた内容になっており、その数少ない描写の一つに利家が小姓の水丸に自分と共に風呂に入るよう命じるシーンがある。また史実を踏まえた場合慶次とさほど年齢差がないのだが、本作では利家は白髪で若干太り気味の初老の男として描かれている。原作の終盤で書かれた死の床に就いた利家と慶次が酒を酌み交わす和解シーンはカットされているため、仲違いのまま死去したことになる。
まつ
声：篠倉伸子 / 久川綾 / 遠藤綾
利家の正室。母性的でいてなおかつ少女のような可憐さを持つ美女。慶次が心底惚れている女性であり、何かと気の弱いところがある利家を支える女丈夫である。末森城の戦いの際、出陣を渋る利家に代わり城内の女たちを引き連れ救援に赴こうとし、利家を慌てさせ出陣させた。また利家が大名になった後もたびたび城下に出て買い物を楽しむなど、奔放で天真爛漫な性格は利家および配下の人物の心配の種になっている。原作では慶次と不倫の関係となったが、本作にそれらの描写は無い。ただし、劇中で助右衛門が二人の関係を暗に認める言動をとる場面がある。関ヶ原の合戦の直前には、前田家を疑った徳川家康のもとに自ら人質に出向き、前田家を救った。
奥村助右衛門
声：鈴置洋孝 / 岡本寛志 / 今村一誌洋
荒子城代、末森城主を務めた後に前田家家老となる。慶次とは莫逆の友で良き理解者。加奈の兄。誠実な性格で争いが起きても彼がそこに現れるだけで争いは鎮まるという。また、寡兵で佐々軍1万5千から末森城を死守、その時昇り来る敵兵に慶次と共に小便をかけるなど豪勇さをも併せ持つ文武両道の傑物。史実においても柴田勝家をして「沈着にして豪胆」と言わしめた人物である。一方、作中では慶次ともども美青年のように描かれているが、史実ではもっと年老いている（原作では初登場の時点で36歳と書かれているが、史実よりもずっと若く設定されている。また「どちらかといえば風采の上がらない小男」と容貌に関しての記述がある）。16年前の荒子城で慶次や猿と共に立てこもった場面では18歳と表記されている（史実では当時29歳）。妹の加奈が引き起こした騒動を収めるため、慶次を斬ることを決意するが失敗し涙を流す。その後についての描写は一切なく、再会した際にも触れておらず、曖昧に終っている。
四井主馬
声：西村知道 / 服巻浩司 / 浜添伸也 / 井田将勝（スーパーファミコン）
前田利家直属の加賀忍軍の棟梁。政治的な工作や諜報活動、またある時は利家の個人的なわがままのため常に奔走している。利家のために松風を手に入れようと慶次を暗殺しようとするも失敗、松風に蹴られ巨大な蹄跡が口から頬にかけて残った（前歯も4本ほどを残して全て折られた）。このことから慶次に憎悪と殺意を抱くようになり、その後も慶次に右腕を斬り落とされる、果ては全裸で晒し者にされるなど散々な目に遭うが、その度に怨みを募らせつつ執念深く慶次の命を狙い続け、遂には甲斐の蝙蝠を招聘。それによる蛍の死で怒り狂った慶次と全面対決を敢行するが、飛び加藤の助勢によって失敗。さらには飛び加藤に先手を打たれたために報復行動を封じられ、暫くの間沈黙を余儀なくされる。このように作中ではことごとく慶次に負けて情けない姿を晒しているが、捨丸や蛍に全く気付かれず忍び込んだり、配下の加賀忍者軍からも信頼されていることや骨や飛び加藤などの実力者からまだ未熟と言われながらも一目置かれるなど優秀な忍びではある。しかし、桁違いの強さを持つ慶次には「相変わらず下手な変装だな」と変装を容易に見破られ奇襲もことごとく失敗するなど歯が立たない。後に加奈がまつが書いたように偽造して書いた慶次宛の恋文を不義密通の証拠として利家に送り、慶次へ復讐しようとしたが成功したか否かの描写が無いため、結果は不明。原作では慶次を殺そうとはしているものの、身体の損傷などは一切していない（慶次と直接顔を合わせる場面も皆無）。また「慶次殿」とある程度敬意を持った呼び方をしている。
荒井願鬼坊
声：- / 今村直樹 / 最上嗣生
本作オリジナルキャラクター。四井主馬の配下。「耳削ぎ願鬼坊」の異名を持つ。自らの剣を工夫に工夫を重ねた飛燕の剣と自慢するほどの居合の名手。慶次の剣を獣の剣と蔑む。切り殺した相手の耳をおふうに削がせ、桶に耳を溜め込んでいる。四井主馬の命により慶次を殺さんとするが、松田慎之助の死・さらにその耳をおふうに切らせようとしたのを見て憤怒した慶次に一瞬で身体を縦一文字に両断されて絶命。
前田利久
声：- / 田中亮一 / 佐々健太
慶次の養父。利家の兄。病弱で前田家の家督を慶次に継がせようとするが、信長の一声で利家が当主になる（原作では利久が庇護を求めて接近していた林佐渡守が信長に警戒されており、佐渡守の勢力が増大するのを信長が嫌ったためという説明あり）。妻はお春。武で鳴らした弟の利家と対照的に忠と信と義を重んずる武将であり、婚姻の際にお春が前夫の子供（慶次）を妊娠しているにもかかわらず、あえて実の子として育てた。過去に合戦にて兵糧攻めにあった時、乾きに苦しむ慶次に自分の血を飲ませてまで生き延びさせようとする行為に心を打たれた慶次は実父以上の存在として尊敬し、亡くなるまで加賀に居続ける決意をさせた。慶次の弟妹に当たる人物が出てこなかった描写から後妻を娶らなかった模様ではあるが、触れられていないため曖昧である。
お春
声：- / - / 岡純子
本作オリジナルキャラクター。慶次の実母。滝川益氏の側室であったが、彼女に激しいほどに夢中になった前田利久の強引なまでの願いで彼の妻となる。彼の誠実さ、そして熱意に惹かれついて来たがお腹に子を宿していたことを告白、利久に自分を斬り捨てるように言う。しかし「惚れたお前の子ならば良い子に違いない、わしの元にいてくれないか」と利久に請われたことで彼の妻になることを決意し、慶次を生んだ。慶次が子供だった頃の回想には出てこなかったことから、どうやら慶次を生んで間もなくして亡くなった模様。
村井若水
声：- / 矢田耕司 / 蓮岳大
本作オリジナルキャラクター。利家配下の隻眼で小柄な老将。後述の甲冑の警備を利家から命じられた際には慶次が「若水殿ほどの武士にこのような役目を」と言っていることから、慶次からも元々一目置かれていた様子。利家が秀吉から拝領した信長の遺品の甲冑に傷をつけたため、切腹となるところを慶次の機転で救われる。その後、利家が兵力の不足から見捨てようとした末森城への援軍をただ一人断固として主張するが認められず、息子とわずかな手勢を率いて勝手に救援に向かう。そして慶次の助勢で見事功名を挙げ、出来の悪い息子の陽水に武士の、漢の何たるかを教える。小柄な体格に似合わず、慶次と対等に酒を酌み交わすほどの酒豪。若いころの性格は息子と似て臆病で、片目を失った傷も陣から逃亡しようとした際に背後から奇襲しようとした敵と鉢合わせし戦闘になったためであることが語られている。
村井陽水
声：- / - / 高橋伸也
本作オリジナルキャラクター。若水の息子。末森城救援が初陣。生意気なだけの未熟者と父親を嘆かせていたが、慶次らと共に戦う中で人間的に成長し武士としての生き方を真剣に考えるようになり、初陣を見事に勝利で飾った。本人曰く恋人がおり近々子供（若水にとっては初孫）も産まれるとのことだが、これは末森城から逃亡するための方便である可能性もあり、結局真偽は作中で明らかにされていない。父親に似て非常に酒が強い。若水が利家の面目を保つため切腹を命じられた際、父のやりたいようにやらせてくれと涙ながらに訴えて慶次と酒比べをした。実力的にはとても敵わなかったが、その根性と成長ぶりには慶次と松風も敬意を表し、死ぬ寸前で杯を払い飛ばし助けた。その後は慶次の策略や助右衛門らの嘆願により親子共に助命されたようである。
水丸
声：- / - / 浜添伸也
本作オリジナルキャラクター。利家の小姓で美少年。末森城攻防戦の後、末森城で利家に風呂を勧めた。村井一族を許すという利家の発言の証人になるよう慶次に命じられる。
奥村永信
本作オリジナルキャラクター。助右衛門の父。信長来城の折、子・助右衛門が信長に茶を出す場面で緊張した面持ちがうかがえる。
奥村加奈
声：- / 神田朱未
奥村助右衛門の妹。侍女としてまつに仕えている。原作では登場時の年齢が30歳とされており、本作でも「嫁に行き遅れた女」と下女たちから陰口を叩かれていることから当時としては若くない年齢に達している模様。男勝りな性格で、その人柄は加賀では女傾奇者と呼ばれるまでに知れ渡り家臣たちを弱らせている。本作では富田流小太刀免許皆伝の腕前だが、原作では助右衛門があえて皆伝を受けさせず、目録に留まっている。慶次の弁では幼い頃は垢抜けない雰囲気の少女だったようだが、美しく健康的な女性へと成長し慶次を驚かせた。幼い頃から慶次に密かな想いを寄せており、これが騒動の引き金になってしまう。原作では男に目もくれないのは兄の助右衛門に抱く想いの影響で、慶次のことは全く意識していない。これについては本作で、慶次が助右衛門に対して「お前が側に居たら他の男は皆カボチャに見えるだろう」と言うシーンに名残を留めるのみである。
雪丸
利家の小姓で美少年。人を見下したかのような冷たい容姿に違わず性格は残忍酷薄で、利家の寵愛を笠に着て横暴の限りを尽くす傲岸不遜な男。加奈の下でまつに仕える侍女を妊娠させたが、嫁に貰うのを拒絶したばかりか笑い物にした上、怒った加奈を完全に侮ったことで顔に大きな十字傷をつけられた。一命は取り留めるも、この十字傷が一生消えないほど深く斬られた物だったことに恥辱と屈辱を味わわされ、程無く逐電した。
前田利長
利家の嫡男。徳川家康の会津攻めに参加した。原作では助右衛門の要請で慶次の上杉助命運動に助力する。若い頃の利家によく似た風貌に描かれている。

## 上杉家
上杉景勝
声：- / - / 川原慶久
義を重んじる越後の大名。上杉という武門の名門を継ぎその重さと責任のため笑うことがない。それにより眉間の深い皺が生涯消えることがなかったという。原作においては兼続の主君というだけであまり描写は見られないが（慶次が「景勝（と兼続）に惚れている」という発言はあり）、本作中においては上杉家の小姓のいざこざの時に見せた態度から、慶次が感服することとなった。
直江兼続
声：- / 中尾良平 / 安富史郎
上杉景勝配下の武将。普段は温和で優しい性格。慶次が男として惚れるほどの文武両道の名将。慶次と上杉家の小姓たちの果たし合いの直後、息子たちを殺されて激怒する上杉家の老臣たちを一喝した。慶次の朱槍を軽々と振るう。慶次の終生の友であり、慶次は出家後、兼続の頼みにより米沢30万石に転封された上杉家とともに米沢で生涯を過ごすこととなる。石田三成とも義兄弟の契りを交わす仲であった。兜の前立ては「愛」の一文字。これは史実通りの描写であり、由来は愛染明王の頭文字を取ったなど、諸説がある。
上杉謙信
回想で登場。小姓のいざこざの際に老臣たちにいくさ人の心を思い出させるため、景勝は謙信の姿になった。
草間弥之助
声：- / 島﨑信長 / 日野聡
上杉家の小姓で礼儀正しい青年。原作には無い慶次が本気で振りかざした朱槍を片手で受け止める描写など、武士としての実力も相当である。出自は低いが景勝・兼続に気に入られており、兼続はいずれ妹なつの婿にと願うほどであったが、他の小姓たちの嫉妬により袋叩きに近い形で殺されてしまう（原作でも同僚の嫉妬により切腹に追い込まれており、そのエピソードを膨らませて描写されている）。
なつ
声：- / - / 三宅麻理恵
本作オリジナルキャラクター。兼続の妹で、弥之助に好意を寄せる。慶次と上杉の小姓たちの果し合いに慶次の助太刀に出ようとした。また兼続に弟はいたが妹がいたかどうかは諸説ある（直江兼続の項を参照）。
孫八、孫六
慶次と果し合いをした13人の上杉景勝付きの小姓たち（ほぼ全員が重臣の子息）のうち2人。他の11人と共に弥之助を殺した罪で慶次と果たし合いをするよう兼続から命じられる。無事に生き延びられた場合は放逐処分で済ますとされていたが、慶次によりあっという間に皆殺しにされた。
犬飼
本作オリジナルキャラクター。上杉家の老臣。普段からカクカクと体が震えているなど加齢による衰えが激しいようだが、軍議の席では兼続の反対側（景勝の脇）に座るなど、景勝からは重く用いられている模様。若い頃には八幡原の戦いに参戦した経験がある。河原田城攻めの際に老兵たちの心意気に感じ入り、自分の刀（上杉の魂）を治作（百姓の老兵）に渡した。そのやりとりを見ていた上杉景勝は御館様（上杉謙信）を思い出し、いくさ人の有り方というものを改めて考えさせられた。
蛮頭大虎
声：- / 高戸靖広 / 最上嗣生
本作オリジナルキャラクター。単身河原田城に攻め入ろうとして制止した者を殺害してしまい頭以外を地中に埋められていた男。本作最大の巨体の持ち主で（あまりの大きさのために牢屋に入れられないほど）、その人並み外れた怪力ゆえになでたつもりでも人を殴り殺してしまうほどである。顔に似合わず頭が良く、本間左馬助が裏切っていることを見抜いていた。慕っていた兄の信忠は兼続を庇って討死。額に「丸に千鳥紋」の刺青をしているが、慶次は「おでこにヒヨコ」と言っている。戦の最中致命傷を負わされてしまうが「蓮に髑髏」の旗印を倒さないために、槍を自らの足に突き刺し不動の体勢で絶命する。
坂田雪之丞
声：- / 砥出恵太 / 鈴木達央
本作オリジナルキャラクター。朱槍を許された同僚に嫉妬して半殺しにしてしまい、牢に入れられていた男。慶次の計らいで上杉軍に復帰、慶次の朱槍を任される。粗野で乱暴なところがあるが、心優しく人情味のある青年。「いつか大手柄を立てて立派な大名になる」という夢を持つ。実は茂兵という百姓侍で、功名心の強さから名を自称していたことを治作に明かした。佐渡の本間軍との戦闘では先陣に立ち奮戦するが、本間軍兵士の狙撃から子供をかばい銃弾を受け死亡。
治作
声：- / - / 矢部雅史
本作オリジナルキャラクター。百姓の老兵。上杉の陣に参じた時は武器代わりに鍬（くわ）を持っていたが、老将犬飼より「クワでは存分な戦働きはできぬであろう」と愛刀を託される。八幡原の戦いを経験しており、その時に犬飼の陣にいた。見るからに非力な老人だが戦場における経験や知識は豊富で、まだ若く戦に不慣れな坂田雪之丞に助言をしたり、敵兵に殺されそうになった雪之丞を救ったりもした。合戦中に雪之丞に請われて部下になり、その後自ら「一の家来」と称した。
蛮頭信忠
本作オリジナルキャラクター。蛮頭大虎の兄で兼続の側近。子供の頃、鬼の子と呼ばれ蔑まれていた大虎を愛するが故に叱咤激励していた。大虎の不始末の償いを兼続への忠勤で果たすと日頃言っており、その言葉通り刺客の魔の手から兼続を庇い戦死。
山上道及
関東牢人。かつて慶次とともに滝川の陣で戦ったことがあり、会津に行く途中で久々の再会を果たす。慶次にも引けをとらない根っからのいくさ人であり、本人曰く「俺の体は因果なもので、自分がいい加減飽きているのに死なない」というほど激戦をくぐり抜けてきた剛の者。「惜け（「放っておけ」というほどの意味）」が口癖。慶次らと合流後は上杉軍に参加。最上軍との戦いの中、瀕死の重傷を負う。傷口は泥で汚れ破傷風の危険があったが、傷を洗おうにも水が無く慶次の小便で傷口を洗い流してもらい、捨丸の治療を受け持ち直す。その返礼として愛刀（千住院村正）を慶次に譲った。その後の生死は不明だが、慶次は必ず生き延びるだろうと確信する台詞を述べている。史実では上杉家が120万石に移封された際（1598年）に新規召し抱えされた一人であり、会津討伐時（1600年）の新規召し抱えではない。
宇佐美弥五左衛門
上方牢人。会津での戦に出るため上杉軍に参加。血気盛んな性格で、慶次に腕比べを挑んだ。しかし一撃で叩きのめされ敗北、顔面に手刀の痕が残った（原作では腕比べはしていない）。慶次の朱槍に異議を唱えた一人。結果、彼も朱槍を持たされて慶次と共に最も危険な撤退戦を戦う羽目になるが、自分が朱槍に相応しい武人であることを証明すべく奮戦する。原作では関ヶ原合戦後に他の朱槍の面々と同様にそれぞれが各地の大名に高禄で仕官したとされている。
千坂景親
上杉家臣。慶次に和平の使者になることを頼む。傾奇者である慶次のことを快く思っていない。原作においては慶次のことを「バサラ者に何ができる」と南北朝時代の流行語で述べており、「傾奇者」という当時の先端の流行語すら知らない様子である。また、原作では景勝の助命のために賄賂を要路へばらまくことをほのめかすが、本荘繁長（本作には登場せず、彼らしい人物が顔のみ景親と共に登場するにとどまっている）に「殿の首をはした金に賭けるつもりか」と一喝されるなど冴えない役回りである。
車丹波守
関東牢人。会津での戦に出るため上杉軍に参加。粗暴で傍若無人な人物として描かれている。
藤田森右衛門、薤塚理右衛門、水野藤兵衛
会津での戦に出るため上杉軍に参加した牢人衆。宇佐美と共に慶次の朱槍に異議を唱えた。慶次が兼続に進言した結果宇佐美を含めた4人とも朱槍を持つことになる。最上陣から関ヶ原後にかけての動向に関しては宇佐美と同様である。

## 織田家
織田信長
すでに故人となっているが、回想でたびたび登場する。少年時代の奥村助右衛門が信長の接待役を任されるも、緊張のあまり信長に茶をかけてしまい険悪な雰囲気になった時、慶次が武士の本来のあり方を信長に説きこれをうまく収めている。前田家に預けられた信長の鎧に関したエピソードも多く、慶次はこの鎧を「殿（利家）の大事な甲冑（村井若水のことを指している）を壊した賊」として刀で両断し、修復された後は無断で拝借して末森の合戦に向かった。また、敵味方を問わず傾奇者の理想像として挙げられることが多い人物であり、信長の首を狙い続けていた甲斐の蝙蝠も「死に逝く様さえ美しく、心底しびれた」と述べている。名古屋弁で話すこともある。
滝川一益
織田軍団の関東派遣軍軍団長。北条氏と戦っていた。飼い犬は八郎丸で、益氏が飼っている十郎丸とともに慶次によって賭け事に使われた。本能寺の変において信長が討たれた時、配下の関東国人衆に正直にそのことを打ち明ける誠実な人物として描かれているが、これは異説はあるものの史実そのままである。
滝川益氏
声：- / - / 最上嗣生
一益の従兄弟（異説あり）で滝川軍団の中で常に先陣をきる猛将。慶次の実父。原作では前田家の家督を利家に奪われた利久と慶次郎は「滝川軍団の中にいた可能性が高い」とだけ書かれているが、本作品中では実際に慶次が配下になっていることが描写された（どういう経緯かは不明）。わが子慶次に対する反応は前田利家に近く、イライラさせられっぱなしという感じである。軍馬確保のための野生馬狩りの障壁になっている松風の殺害を一益から命じられるが、その役目を慶次に押しつけたことが慶次と松風が出会うきっかけとなった。
佐々成政
声：- / 増谷康紀 / 佐々健太
原作には登場しない。越中の大名。亡き信長を慕い続けており、主君亡き後に覇権を握らんとする秀吉を激しく嫌悪している。家康らと呼応して加賀に攻め込み末森城攻略を目論むが、予想外の苦戦を強いられている隙に前田利家の援軍から本陣に総攻撃を受けて部隊は壊滅、壊走状態に陥る。自らの潮時を悟った成政は信長と同じく炎の中に身を置き自決しようとするが、踏み込んできた慶次と助右衛門から説得されて思い止まる。その後慶次が纏っていた「大ふへん者」のマントを譲り受け、単身前田勢へ突撃した。その後は九州に転封されて一揆を弾圧したことが触れられるのみで、作中での活躍は無い。本作品で慶次が初めて対峙する大大名であり、物語における重要人物の一人といえる。最終回のラストシーンでも回想として登場している。

## 豊臣家
豊臣秀吉
声：大塚周夫 / 大塚周夫 / 家中宏
時の天下人。傲慢で狡猾な権力者と百戦錬磨の武将（いくさ人）という二面性を持った人物として描かれている。天下人として権力を振りかざす尊大な言動が目立つが、その一方で亡き信長への忠義と尊敬の気持ちを忘れてはいない。天下一の傾きぶりを見せるという慶次に興味を持ち、自らに謁見させる。当初は殺意すら露にしたが、謁見のあとは慶次に惚れ込み、傾奇御免の御意を授けた。その後二人の間には友情さえ芽生えており、秀吉のほうは一度百万石という、五大老とほぼ同等の扱いである破格の条件で家臣にしようとした。結局断られたが、悪態をつきながらも優しい顔で慶次に酌をしており、否定の返事は最初から分かっていたようである。昔は「人たらし」と呼ばれた武将だったが、天下を手に入れた後は冷酷な面をたびたび覗かせる。猜疑心の強い、あるいはわがままな小人物として描かれる一方、本人も慶次にひけをとらない傾奇者であり、歴戦のいくさ人・カリスマを持った大人物として描かれる。他の武将らに比べて体格も小さいが、温泉シーンで見せた裸身は筋骨隆々として幾多の傷跡があり、歴戦を生き抜いた武人として貫禄充分な描写がなされている。小男のいくさ人はしぶとい戦い方をするという解説もなされた。
石田三成
声：- / 高塚正也
豊臣家臣。後に五奉行の一人となる。初対面の際は秀吉の権力を笠に着て嫌味な態度で接するも、いくさ人としての気骨を目の当たりにし感服。その後は多少なりとも心を通わせる仲になったようである。原作では慶次にぞっこん惚れ込むほどになるのだが、本作ではそこまでは描写されていない。直江兼続の親友でもある。秀吉の側近に相応しい知略に富む人物。しかしその命令に対して常に従順であるわけではなく、秀吉が朝鮮出兵を画策した際には慶次らを前に「無益で残忍ないくさが始まろうとしているのに、誰も止めようとはしない」と涙ながらに心の内を吐露している。
茶々
原作には登場しない。秀吉最愛の側室。織田信長の妹お市を母に持ち、優雅で柔和な性格の女性。しかしその血筋からかいかなる時も動じない女丈夫で、多くの小説やドラマなどで見られるような驕慢で激しやすい部分はない（隆慶一郎の各小説では豊臣家の凋落・滅亡の元凶のように書かれることがほとんどである）。伯父の影響で能楽を好む。
前田玄以
京都所司代。後の五奉行の一人。原作ではほぼ名前のみの登場。文官だが顔に大きな斬り傷がある。また、史実では剃髪しているはずだが本作では髷を結っている。侘助やおばば様を捕らえようとし、隙あらば慶次や家康をも暗殺しようとする。大勢の傾奇者たちを雇って慶次抹殺を企むが、結局は自分が喧嘩を売る形で慶次と戦う羽目になり、素手の慶次に刀を折られた挙げ句に殴り殺される寸前で家康に救われた。
石田正澄
原作には登場しない。石田三成の兄。堺奉行を務める。肥満体型で性格も子供っぽく描かれている。与次郎と慶次がカルロスと堺沖で戦った時に双方を鎮圧するために出陣した。「弟の口利きで奉行になった」というもっぱらの評判の人物。
大谷吉継
前田家を出奔した慶次が敦賀を訪れた際、そこを治める青年大名として名が紹介される。原作では慶次と会見しこれをやり込めるシーンがあったが、本作ではカットされた。後、家康が会津攻めに向かった直後、朋友である石田三成に呼応して参戦。

## 徳川家
徳川家康
声：山内雅人 / 堀之紀 / 世古陽丸
大大名でありながらも気さくで陽気な老人。太っていて足が短いという描写がある。原作にみられる内に冷徹な心を潜めた狡猾な「狸」という印象は薄く、秀吉の前での滑稽な舞いについては、緊迫したその場の空気を和ませ秀吉自身をも救ったという描写になっているように温厚で寛大な性格の好人物としての描写が目立つ。物語終盤になってからは秀吉亡き後の最高権力者として、冷徹な顔を露にする。上杉家助命の折に慶次が髪を剃り、傾奇者を引退してまで助命を嘆願する姿に「お主のような武人を死なせるには惜しい」と笑顔で受け入れた。風貌のモデルは勝新太郎である。これは原作者の提案によるものだという。なお、原作よりも大幅に出番や見せ場が多くなっている。
服部半蔵
原作には登場しない。徳川家康の家臣。忍者であり、また家中では最も剣の腕が立つ。「服部半蔵」と呼ばれる者は何人もいるのだが、年代的に考えて2代目の服部正成とみられる。初登場時は忍び装束の隙間から不敵な笑みを見せ、不気味な雰囲気を持つ忍者として描かれていたが、再登場後に見せた素顔は厳格な顔つきの初老の男であった。
松平信康
家康の長男。秀康の回想シーンで登場する。秀康の唯一の理解者で秀康を家康に対面させた。信長の命により切腹させられる。家康の命により、家中で最も剣の腕の立つ半蔵が介錯を務めた。隆慶一郎の小説では生前に登場こそしないものの、ほとんどの作品で仁・智・勇を兼ね備えた名将の器である武将として書かれている。
結城秀康
声：- / 稲田徹
家康の次男。母親が正室の侍女であったことから実父である家康に疎まれ、幼少の頃から不遇な扱いを受けてきた。成人した後は自暴自棄になり、家来を引き連れて町を練り歩き傍若無人な振る舞いをして憂さを晴らしていた。しかし慶次にそれを咎められた際、利沙が奏でる胡弓の美しい音色に心を洗われ、自身の荒みきった行いを悔い改めた。それ以後は慶次の屋敷にたびたび顔を出すようになり、慶次もそれを快く迎え入れたため、秀康は彼を終生の友と感じている。複雑な生い立ちゆえに戦場に赴いた経験が無く、武人として慶次と立ち合うのが夢。関ヶ原の後に慶次との念願の一騎討ちを果たし、上杉助命の仲介役となる。兄の信康と同様に隆慶一郎の各作品（特に『影武者徳川家康』）では武勇に優れた一流の武将として書かれることが多い。
本多正信
徳川家譜代の重臣で、家康が最も信頼する6人の家臣の1人。「家康以上の狸」と評される。慶次の和平の申し込みに対し、他の者の肯定を見定めてから「結構でござる」と、まるで真っ先に賛成したかのような大声を上げた。
本多作左衛門
結城秀康を妊娠した侍女をかくまった。秀康の初登場時の説明で名前のみ登場する。

## 千家
千利休
声：- / 掛川裕彦
秀吉に仕える茶人。秀吉に従っているが秀吉がたびたび見せる傲慢な言動に辟易もしている。秀吉本人も外見は取り繕うものの利休を嫌っているが、後に切腹させたことを気に病んでいた。慶次にも劣らぬ巨躯の持ち主であり、かつては武人として戦場に赴きその凄惨な有様を嘆いていた。慶次曰く「あれは茶人というよりいくさ人」と感嘆し、敬意を表した。慶次は後に家康と同席で茶をふるまわれるが、悠然と利休の茶を楽しんだ。
佗助
本作オリジナルキャラクター。信長の伊賀攻めの際に千利休に拾われ、利休が親代わりとなり育てた戦争孤児。兄の佐助と同じく切支丹。女装しても全く違和感がないほどの美少年である。好きな花は白い椿で、兄とともに家康の「友達」である（本作では家康の伊賀越えの際に家康を助けたのは利休という設定になっており（無論史実とは異なる）、その際に家康と知り合う）。利休が家康に渡した連判状の行方を知っており、豊臣家に命を狙われている。手傷を負ったところを慶次と出会い、大騒動を起こすことになる。最後は公界衆のおばばに「摩利支天の化身」と認められて引き取られた。
佐助
本作オリジナルキャラクター。侘助の兄。秀吉暗殺を謀ったが失敗。これは連判状から秀吉の目を反らさせるための囮であり、最初から秀吉の暗殺をする気はなかった。切支丹であるため自害ができず護送されている時に侘助に首を斬らせた。
千道安
声：- / 私市淳
原作には登場しない。利休の息子。傲慢な性格で、父親の権威を借りて日々傍若無人な振る舞いをしている。京で慶次たちといさかいを起こすが、慶次の怒りを買い手ひどく痛めつけられる。槍持ちをさせられた上に京の案内を強いられたことを恨み、父の利休に泣き付くが「子供の喧嘩に顔を出す親が何処に居る」と一喝された。このような性格になったのは、利休の養育に問題があったことを利休自身が慶次に対して告白している。

## 本間家
本間左馬助
声：- / - / 矢部雅史
佐渡を支配する本間氏の一族で佐渡沢根城当主。低身長・極度の肥満体・ガマガエル呼ばわりされる風貌をしている。実は佐渡に侵攻してきた上杉軍に味方するふりをして、その実戦闘を長引かせて会津の蘆名盛隆の援軍を待っていた。
ガマガエル呼ばわりされるも武勇はあり、慶次に脅されて泣きながら同族の高茂の城を攻めた際には最前線に立ち突撃。立ちふさがる雑兵たちを「うるせえ！」の一言ともに軽く斬り捨てている。
落城後の会議で蛮頭や雪之丞の戦死を茶化したことで、（特に蛮頭の兄・信忠は左馬助が放った暗殺者により兼続を庇って討死していた事もあり）これに激怒した兼続に殴られた上に、実は軒猿によって当の蘆名軍が5日前に伊達政宗によって既に滅ぼされていたことを知らされ、褒美として領地没収の上に越後への追放の憂き目を見た。原作では「恭順派本間一族」として書かれており、戦後恩賞として領地が与えられたものの佐渡に残る事は認められず越後国に移されている。
本間（羽茂）高茂
本間氏の一族で佐渡羽茂城城主。三河守。反上杉の急先鋒。同族である左馬助と裏で通じており、河原田城に籠城して上杉軍を苦しませる。血々丸という犬を可愛がっているが、その犬とじゃれている人質の子供を「血々丸が汚れる」という理由で張り倒したり、自分に都合の悪い報告をした部下を口汚く罵りながら刺し殺すなど、残虐な性格である（原作ではこの種の言動はない）。額に三日月の傷がある。落城が確定的なことを悟ると、兵部の諫めにも耳を貸さず錯乱、人質にしていた子供たちを解放すらせず城に火を放って逃亡してしまう。しかし、逃亡に使った船が潮流のために目的地を離れて座礁し、結局は妻子と共に捕らえられ磔にされる。そして妻子らが先に断末魔の悲鳴を上げながら殺されるのを見せられた後、無様に泣き叫びながら処刑された。自害していれば妻子は助かったとして高茂が小人物であることにされており、処刑を命じた上杉景勝・直江兼続を擁護する描写になっている。
修理
本作オリジナルキャラクター。本間左馬助の配下。慶次ほどではないが並はずれた巨体と怪力の持ち主。奇妙な形の小手を用いて相手の首をねじ切ったり、直接殴りかかったりするのを得意な攻撃方法としている。直江兼続隊を奇襲し、兼続に重傷を負わせるなど窮地に追い込むが駆けつけた慶次の朱槍に串刺しにされた。彼の死に本間左馬助は相当驚き落胆していた。
楯藤兵太夫
本作オリジナルキャラクター。本間方の兵。坂田雪之丞の相手をしたが、威勢に飲まれ錯乱した雪之丞が朱槍を振り回したのに当たり敗れる。
兵部
声：- / - / 伊藤健太郎
本作オリジナルキャラクター。高茂の側近。奸物が多い本間家にあって数少ないいくさ人。落城寸前の燃え盛る城内で慶次たちを待っていた。捕らわれていた子供たちを助けに来た雪之丞を武士として認め、手柄にさせるべく自ら首を授けた。

## 真田家
真田幸村
声：- / 石川英郎 / 吉野裕行（北斗の拳 LEGEND ReVIVE）
真田昌幸の息子。幸村をはじめとした真田家の面々は原作には登場しない。松風を欲して慶次と親しくなり、慶次は彼の初陣の時に秀吉から拝領した名馬・野風を譲った。大道寺との戦いに参戦後、伊達政宗を小田原陣に参戦させるための交渉を任せられた慶次に同行する。秀吉の寵愛を受けているが、小田原の温泉において湯気で顔が見えなかったとはいえ秀吉を爺さん呼ばわりしてしまい、秀吉本人と分かった瞬間は恐れおののいていた。当初の風貌のモデルは長渕剛であるが、ヒゲを剃り正装してからは普通の美男顔になっており、眉毛の生え方などは全く変わっている。遊郭での喧嘩は死に損という登場の際のエピソードは原作における庄司甚内のそれを流用している。
猿飛佐助
声：- / 宮崎寛務
幸村の友で沙霧の兄。筋骨隆々な巨漢として描かれている。幼少の頃から幸村と修行をしていた。真田荘が北条忍軍に襲われ沙霧が失明したので出家していたが、沙霧が幸村への慕情に決着をつけた上で出家したため、伊達との交渉に赴いた幸村に同行する。本作中では幸村と同年代として描かれるが、架空の人物であり他の創作物の描写では幸村より若く書かれることが多い。原作には登場しないが隆慶一郎の各小説にはよく登場し、特に『花と火の帝』では重要な脇役である。
源爺
佐助・沙霧とともに真田忍軍の生き残り。慶次と佐助が座談している際に天井から慶次の杯に毒を垂らしたが、ことごとくかわされた。正確に慶次の実力を見抜いた。
三好清海
幸村の家臣。破壊活動に従事していた忍び。生来髪がないが、そのことに触れられると烈火の如く怒る。小田原の役に従軍する。佐助同様に架空の人物であり、原作では登場しない。
真田昌幸
幸村の父。秀吉に北条氏による名胡桃城奪取を知らせる。老獪で狡猾な人物であり、秀吉との駆け引きは慶次らに「サルとタヌキの化かし合い」と評された。一方で慶次たちにより幸村が美々しく武装させられて登場したのを見た時には嬉しそうに目を潤ませるなど、父親らしい姿を見せる場面もある。景勝、利家とともに小田原の役に出陣する。
真田信幸
真田昌幸の長男で幸村の兄。松井田城攻めの時、幸村が軍にいないことを知った父を落ち着かせた。
沙霧
声：- / 斉藤佑圭
猿飛佐助の妹。幸村が好意を寄せていたが、戦で失明する。その後、兄・佐助の後顧の憂いを絶つため仏門に身を置く。
堀田五兵衛
真田の老臣。清海たちが幸村の帰城、そしてそれに同行する慶次の力を見極めるためあのような行動に出たことを慶次に伝え謝罪する。

## 北条家
北条氏政
家督を譲った息子・氏直とともに秀吉に対抗する関東の大大名。天下人である秀吉を「恐るるに足らず」と笑い飛ばすほどの豪胆な性格の人物だが、配下の風魔衆を使って豊臣勢を内外から揺さぶるなど、なかなかの策略家でもある。いつも酒を飲んでおり、盃を手放さない。しかし最終的には秀吉から圧倒的な数の軍勢をもって小田原征伐を受け、全てが灰燼に帰した。その際は黒々としていた髪やヒゲが見る影もなく真っ白になっていた。
北条氏直
氏政の息子。常に八の字眉毛で気弱そうな表情をしている。秀吉との戦争に反対したが、後北条氏当主にもかかわらず氏直に実権はなく、開戦派の父氏政らに押し切られた（原作では氏政と同様に秀吉に対して強気な態度に出ている）。
北条氏邦
原作には登場しない。氏政の弟。古屋七郎兵衛を配下に持つ。
北条氏規
氏政・氏邦の弟。容貌は兄たちより老けた感じで描かれている。上洛して秀吉と会見しその圧倒的な財力、兵力を感じ秀吉と戦う愚かさを氏直と共に説いたが聞き入れられず（原作では徳川家康と幼少期以来の親友であり、家康の依頼により豊臣家と北条家の衝突を回避すべく奔走している）。
大道寺政繁
声：- / 平井啓二
松井田城城主。慶次が幸村の初陣の手柄にしようとした男。以前神流川の戦いで滝川軍が北条軍に負けた後、慶次が一騎討ちを挑んだ。鐙（あぶみ）をなくした状態でも慶次と互角に渡り合うほどの武芸者である。城主としての統率も並々ならぬものがあり、幸村の初陣の手柄とするどころか、圧倒的多勢の豊臣軍も城を予定内の期日に落とすことができず、秀吉も持久戦を認めざるを得ないほどの防御手腕を見せている。原作ではほぼ名前のみの登場であり、慶次らとの絡みは一切ない。
古屋七郎兵衛
声：田昌人（スーパーファミコン）
本作オリジナルキャラクター。読切版（単行本版一話）に登場。北条氏邦配下の侍大将で、家中でもかなり武勇で名の通った男だったが、松風を捕らえようとして顔面を蹴られ、命は取り留めたものの顔に蹄の傷痕がつき、家中で「クツワ七郎兵衛」と呼ばれ侮られる。一方で慶次の登場に慌てた主人の氏邦が彼を必死に探すなど、氏邦からは頼りにされている模様。
松風を手に入れた慶次に憎悪を燃やし、骨を雇って慶次と松風の暗殺を試みるが失敗。鉢形城大手門前では氏邦に呼び出された後、慶次と戦い右腕を斬り落とされる。「殺せ！」と慶次に促したが、「俺は野の獣（≒人間以下）は殺さん」とあしらわれてしまう。だがその敗北に動揺し戦わずして総崩れとなった兵たちに決死の覚悟を決めさせるため、「北条武士の意地を見よ！」と叫び、自らの首をはねる覚悟を見せて果てた。氏邦は「でかした、古屋…お前が果てねば我らが負けは必定であったわ…」と思わずため息をつき、彼を軽侮していた慶次はその最後に「こ奴も武士の端くれだったわ」と評し、松風もその心意気に感じ入り、自分にした行いを許した。
黒部三左
本作オリジナルキャラクター。大道寺政繁配下。小田原征伐時点では政繁の下で横目付を務めているが、昔は兵として慶次と同じ軍勢で戦った経験がある。本能寺の変後に北条に帰参する際の手土産にするべく、立ち小便をしている最中の慶次を多勢で襲撃するも失敗。飛び出してきた松風に右足を踏みちぎられ、さらに慶次から顔面に小便を浴びせかけられたうえ卑劣漢に相応しい名として「小便首の三左」というあだ名を付けられた。この一件で失った右足は膝から下が義足になっている。慶次のことを心底恨み続けており、特大の抱え大筒で背後から狙撃しようとするが、捨丸があらかじめ施していた細工で暴発・自爆して死亡。外見のモデルはロバート・パトリック。
松田憲秀
原作では名前のみの登場。秀吉との戦いのとき篭城策を提案した。その後秀吉方に寝返ろうとした。ガマガエルのような風貌をしている。
松田左馬助
松田憲秀の息子。名前のみの登場。秀吉方に寝返ろうとした父を裏切った。
成田氏長
北条家家臣。名前のみの登場。秀吉方に寝返ろうとした。しかし、秀吉はその書状を氏政に届けさせた。
風魔小太郎
声：- / 福原耕平 / 菱田盛之 / 井田将勝（スーパーファミコン） / 加藤将之（北斗の拳 LEGEND ReVIVE）
北条家に仕える風魔衆の頭領。北条家に狙いを定める豊臣家に攻撃を仕掛ける。後に慶次と激突、感覚全てを狂わせる強烈な幻術で互角の戦いを演じるが敗れる。岩兵衛は「涼やかで風のような殺意」と今まで感じたことのない心を読み取って恐怖している。その後、忍びが活躍する時代の終焉を悟り隠遁生活に入った。原作では名前が少し出る程度である。スーパーファミコン版『花の慶次』ではラストボスとして登場する。
風斎
優れた技量を持つ僧形の忍び。正体は風魔小太郎。
月斎
風斎の影。禁裏を襲撃したり、警備が手薄になった茶々（淀殿）を襲撃するなどするが、茶々が恐れを抱かないため首を自らはねて秀吉を挑発した。
弥太、与平、勘六、名前不詳
七霧の里を襲った風魔忍者。岩兵衛に心を読まれ、自らの名（幼名の可能性がある）を褌に書かれて縛られた上筏で流される。忍びが自分の名を明かしたとして小太郎に叱責され、自ら明かしたのではないと潔白を証明するため自害する。流されたのは全部で4人だが1人は名前が見えない。もう1人は里の住人木猿を殺害していたため、岩兵衛に蹴り殺された。

## 伊達家
伊達政宗
声：- / 置鮎龍太郎 / 間宮康弘（ラジオドラマ）、菱田盛之（CR花の慶次）
独眼竜の異名で知られる奥州の大名。プライドが高く、非常に疑い深い。秀吉とその配下の大名らを相手に覇権奪取の野心に燃える一方で、弟の小次郎や気性の激しい母・義姫との不仲に頭を悩ませている。慶次との初対面時の印象は最悪で、花見の席を邪魔されたことに憤慨した慶次に殴り倒されたうえ「餓鬼だな」と言い捨てられてしまう。その後、小田原への参陣を求める秀吉からの使者として慶次と正式対面した際も生来の疑い深さから不遜な態度を崩さず、慶次を辟易させた。だが慶次と殴り合いを演じたことをきっかけに心が通じ合い、和解する。弟を恨んでいるように思われたが、実は自分同様に母親に踊らされる存在であった弟を哀れんでいた。一度は弟を処刑しようとするも、慶次の示唆により表向きは処刑したことにして助命した。その姿に感じ入った慶次は考えを改め、やはり大人物だと評した。原作では登場こそするものの台詞はなく、慶次と対面する機会もない。
片倉小十郎
声：- / 小原雅人
原作には登場しない。伊達政宗の側近。慎重な性格で性急な政宗に度々諫言した。政宗と慶次の正式対面の際には険悪な空気になった二人の間に割って入り政宗と慶次に立て続けに突き飛ばされるなど苦労も絶えないが、政宗も根は彼を信頼しているようである。
伊達輝宗
声：- / 宮崎寛務
原作には登場しない。政宗の父。本作では名前の記述は無い。政宗の回想シーンで登場。隻眼であることから母親から疎まれて心を痛めていた少年の頃の政宗を、熱い拳と深い愛情で一人前の武将へと育てあげた。
保春院
声：- / 中友子
原作には登場しない。政宗・小次郎の母。通称「奥州の鬼姫」と呼ばれており特に伊達家の家臣たちには恐れられている。小次郎を溺愛しており、伊達家当主である政宗の毒殺を目論むが失敗。逆に小次郎の処刑（実は偽首）を見せられ、精神的にダメージを受け自失した。
伊達小次郎
声：- / 三宅淳一
原作には登場しない。政宗の弟。母の保春院から溺愛され言いなりになっていたが、内心は兄である政宗を慕い、一人前の男として自立することを望んでいる。表向き処刑されたことになった後、名と身分を捨て僧形となり、自らの意思で伊達家を出た。
岩茎鬼十郎
本作オリジナルキャラクター。政宗を説得に来た慶次を殺そうと、小次郎が差し向けた刺客。大柄で非常に人相が悪い。厳しい剣術の鍛錬によって陰流を修めており、腕前に相当な自信を見せていたが、慶次から「お主は元々弱いから、そこまで凶相になるほど鍛えなければならん」と一笑に付された上、何もできずに唐竹割りにされ死亡した。

## 海の民
与四郎
声：- / 岡本寛志
南海の獅子と呼ばれ、琉球を拠点にする海族の長。若き日の千利休と南蛮海賊の虜囚にされていた南蛮人女性との混血児。利沙と与次郎の父。父・利休から秀吉の朝鮮出兵、そしてその背後にあるイスパニアの謀略を知らされ、病を患いながら日本にいくさ人を探しに来た。「手」の使い手。カルロスと壮絶な死闘を演じた後、利沙の絵を慶次に託して逝った。琉球編に登場する人物はほぼ本作オリジナルキャラクター（実在の人物は原作には登場しない）である。
与次郎
声：三浦祥朗（ラジオドラマ「琉球の章」）
与四郎の子。ヌンチャクによる棒術が得意。与四郎の死後、海族の長となる。慶次たちの首里の戦いに同行。登場の際の三べん回ってワンを行うエピソードは原作の庄司甚内（甚右衛門）のものの流用。
爺
与四郎の仲間。姓名は不明。与四郎が逝った後は与次郎をよく支える。カルロス率いる南蛮船との海戦後にやって来た堺奉行の船団を道連れにするためルソン壺で挑発、与次郎に「自由な海を行きなされ」と言い残し船と命を共にした。
涼花
宗次の妹で与四郎の妻。胡弓が得意。
カルロス
声：- / 藤本たかひろ / 置鮎龍太郎 / 神奈延年（ラジオドラマ「琉球の章」）
宣教師を装ったイスパニアの兵士。普段は穏やかな顔だが、戦闘時になると別人のように顔が豹変する。与四郎と同様に「手」を使うが、彼の「手」は異教徒や敵を抹殺するために振るわれるものであるため、より狂暴で攻撃的である。
慶次とは二度戦い、一度目は刀を持った慶次をあわやというところまで追い詰め、鎖帷子の着こみの上からあばら骨を折っている。二度目に素手同士で対決した際も、慶次を一方的に叩きのめし途中まで全身血まみれにするほどの猛者。彼も利沙を欲しており、凄まじい執念をみせた。
海の上での慶次との二度目の闘いの後に、利沙を巡って改めて対決する約束を慶次と交わすが、竜嶽の罠にはまり命を落とした。
コエーリョ
キリシタンに協力しない島津を討とうと、軍隊の派遣をイスパニア政庁に要請した宣教師。名前のみの登場。
納屋助左衛門
ルソン島からルソン壺を持ち帰った堺の商人。名前のみの登場。
宗次
琉球の海族の棟梁。与四郎を救おうと矢玉100本を体に受け重傷となる。島に着いた後、与四郎に後事を託し息を引き取る。
武
与四郎の配下であったが留守中裏切り、利沙を琉球王府の役人に紹介して尚寧王に引き渡す手引きをする。その後自らの過ちを悟り慶次たちと行動を共にする。終盤で慶次たち一行に利沙の目の前で謝罪させられ1発ずつ殴られるが、武が利沙を尚寧王に紹介したことで毛虎親方が安全に利沙を移送し、竜嶽親方がカルロスを始末したことで結果的には武の行動が利沙を救ったことになる。
春麗（しゅんれい）
声：浅野真澄（ラジオドラマ「琉球の章」）
明の海賊張啓の婚約者。張啓が死んだためその後を継ぎ100人規模の海賊の頭目になる。琉球に向かう途中慶次たちと会い行動を共にする。慶次のことを気に入るが、捨丸に対してもまんざらでもなかった様子。
張啓
春麗の婚約者で明の海賊の首領。作中では既に故人。春麗の口ぶりからして、つい最近戦死してしまったようである。

## 琉球王国
尚寧
声：- / 中井和哉 / - / 石川英郎（ラジオドラマ「琉球の章」）
琉球国の王。利沙とはかつて恋仲であったが、王の道を歩まねばならないことから一度は別れた。それでも諦めきれず、一目逢いたいと毛虎親方に利沙を連れて来るよう命じる。再会した際もやはり手放したくないと側室に迎えようとしたが、すでにその時利沙の心の中には慶次がおり、最終的には利沙の意思を尊重した。
王としての資質は高く、文武両道。琉球の舞いを披露した際は慶次も感心するほど流麗かつ輝きに満ちた様子を見せ、「その舞い私にも教えてくだされい」と言わしめた。毛虎親方に幼少の頃から習っていた武芸もかなりのもので、一対一の稽古で1本取れるほどの腕前。
毛虎親方
声：- / 大友龍三郎 / - / 掛川裕彦（ラジオドラマ「琉球の章」）
尚寧王の重臣。王の幼い頃から仕える宰相の一人で尚寧王に忠節を尽くす。武術と妖術の達人であり部下からの信頼も厚い。なお「親方」は「うぇーかた」と読む。
竜嶽親方
声：大場真人（ラジオドラマ「琉球の章」）
尚寧王の重臣。海賊上がりだが、琉球の国庫を任されるほど出世した。双剣を武器とし、毛虎親方の配下五人衆をまとめて倒すほどの腕前。しかし己のためになるなら冷酷非道な行為も辞さず、人の命を使い捨てて奪うことも躊躇わない危険人物。
己の中に湧き立つ感情を抑えることができず、とうとうクーデターを起こしてしまう。この際は1本の剣で慶次と互角以上の戦いを繰り広げたが乱入した尚寧に阻まれ、そのまま尚寧の手で斬り捨てられる。斬られる瞬間は固まったまま一切抵抗せず、まるでそれを望んでいたかのような晴々とした表情をし、尚寧から「信頼する重臣」と呼ばれ、純粋に琉球と尚寧王を想う毛虎に対して「お前が羨ましかった」と告げて絶命する。
火嘉宇堂
声：- / 鈴木賢
地頭代の弟で「マムシの火嘉」と呼ばれる（本名で呼ばれることは少なく、作中ではほぼマムシで通っている）。残忍で横暴な性格をしており、地頭代の威を借りて悪辣非道な行為をしていた。利沙に対して変態的な愛情を抱いており、彼女を強引な手段で奪おうとするが慶次に半殺しの目に遭わされる。手下からも陰口をたたかれるなど人望はあまりない。その後、罪を犯したことが兄に知れて成敗された。宝山に斬り捨てられた後、慶次は彼の死に哀悼の意を表した。原作の密陽府使・朴晋の弟の朴義に相当するキャラクター。
火嘉宝山
声：- / 大場真人
火嘉宇堂の兄。利沙たちが暮らす南海の孤島の地頭代であるが、仕事を部下に任せて海人に姿を変えて釣りに没頭する。それゆえ住民はその部下を地頭代だと信じていた。自分が知らない間に弟・宇堂が悪行をなしていた事実を知るや、即座にその弟を切り捨て、その態度は慶次を感服させた。利沙が連れ去られた時、毛虎親方五人衆の錦と戦った。慶次の首里への旅に同行する。原作の密陽府使・朴晋に相当するキャラクター。
美耶
利沙に仕える侍女。最初は慶次をカルロスの手先と誤解して警戒していた。マムシに短刀で立ち向かうが逆に重傷を負わされる。果敢で利沙への忠誠心も強いが、人を見る目がない上に頑迷であるため結果的に利沙の足を引っ張ってしまう。
最長老
声：- / 佐藤正治
利沙たちが住む孤島の長老。昔は七つの海を渡り歩いた海族。利沙と慶次の仲を公認するが、逆恨みしたマムシに襲われる。その後、慶次にかつて使っていた鉄製の強弓を託し利沙の手を慶次の手に合わさせ「自由な海を行け」と残し安らかに絶命する。
虞
琉球の役人。武が挨拶を済ましたらしい。
宗元
声：- / 岸野幸正
慶次たちが琉球で会った琉球士族出身の役人。最初は慶次を密偵と疑うが、慶次の心を知り飲み明かす。原作の釜山の武将・鄭撥に相当する。
駿、応魁、善継、鏘、胤芾、遵
宗元の部下。慶次と宗元が飲んでいた店で他の客のふりをして慶次を監視していた。
長英
宗元の従弟。琉球王族の血を引いている。しかし、宗元が会った長英は毛虎親方が変装していた。
琢全
琉球の役人。がめつい性格で賄賂がないと何もしない。松風を気に入り我が物にしようとしたが、逆に松風に腕を噛まれて振り回される。
寵
琉球の評定所の役人。琢全より高位とみられる。
尚懿
尚寧の父で先の琉球の王。尚寧のことを宰相の毛虎に託した。
概、毫、錦、嶺、張
毛虎の配下の五人衆。岩兵衛を倒し利沙を孤島から連れ出した。それぞれがかなりの使い手だが竜嶽に倒された。
寿徳
琉球王府の長老。反乱を画策する竜嶽を諌めたが殺された。
朴仁
竜嶽に雇われた殺し屋。明の名家・朴氏の出身だが、倭寇の捕虜となり過酷な拷問を受け続けていた。そこを海賊時代の竜嶽に救われ、以来彼に従う。全身に拷問で受けた無数の傷痕がある異様な風貌をしている。過去に受けた仕打ちから心を固く閉ざしており、心を読んだ岩兵衛が「あいつは人間じゃない」と評するほど。殺害を命じられていた利沙の優しさに触れ、人としての心を取り戻すが用無しと断じた竜嶽に殺された。

## その他武将
氷室信成
本作オリジナルキャラクターで蛍の回想でのみ登場する。武田家の武将で「山」を元とした「雲一つ富士」の家紋を許された剛勇の若武者。蛍の婚約者だったが、長篠の戦いで慶次と一騎討ちをし槍で胴を貫かれ討死（ただし、蛍が「炎に焼かれて死んだ」と語っていて、別の場面でもその描写がなされており矛盾した設定になっている）。
水沢隆広
声：- / 牛田裕子
本作オリジナルキャラクター。肥後国の少年領主。先代の領主であった父親が早く死去したために幼くして跡を継いだが、九州仕置で秀吉の怒りに触れた先代領主の代わりに責任を取らされる形で切腹を命じられた。しかし、本人は理不尽な死を目前にしても全く動揺した様子を見せず、衆人の前ではあくまでも領主として終始落ち着いた態度を示していた。「天下一の傾奇者」と呼ばれる前田慶次に憧れていると語り、「雲井ひょっとこ斎」こと慶次本人の示唆によって商人の意地を見せる岩熊の心意気に応え、彼の反物を切腹の際の敷物にする。
子供でありながらも心は立派な武将であったが、それなのに死ななければならない惨さに、まつも捨丸も見物人も皆滂沱の涙を流して悲しんだほどである。咄嗟に名乗った慶次の偽名を無根拠ながらも見破っていた。その背を見送った慶次も、無情と怒りと哀しみに身体を震わせながら「奴はもはや漢、そんな漢が決めたことだ、黙って見送ってやるしかないじゃないか」と言うのが精一杯であった。
氏家監物
声：- / 小林俊夫
本作オリジナルキャラクター。水沢隆広の家老。奇染屋に注文の品を取りに来たところを岩熊に辱められて切腹しようとするが慶次に救われる。
池田輝政
慶次が秀吉に謁見する際、落ち着かない利家をたしなめた。後の会津攻めや関ヶ原では徳川軍に参加。
芦名盛隆
会津の戦国大名。名前のみの登場。本間一族と結び上杉景勝を挟み撃ちにせんと企むが、越後に攻め込む前に伊達政宗との摺上原の戦いで大敗、滅亡した。
後藤又兵衛
原作には登場しない。黒田家家臣。馬狩りの際、松風に家中の者が殺されたので松風の命を奪いに慶次のもとに来た。が、自らの過ちに気づき松風に頭を下げた。登場した当初は威圧的な面構えだったが、次回登場時は美男顔になっている。
最上義光
山形城城主。顔に切り傷がある。伊達政宗の母・保春院の兄であり、政宗の伯父にもあたる人物。関ヶ原の折に行われた長谷堂城の戦いでは、直江兼続軍と戦った。後に直江軍の力戦奮闘ぶりを記しており、原作にも引用されている。
織田信雄、蒲生氏郷
原作には登場しない。小田原の役で参陣した大名。秀吉から小田原出陣を承り、平伏した信雄の横顔は父・信長の面影を残す。

## 忍び
骨
声：- / 徳山靖彦 / 岩崎ひろし
慶次の行く先にたびたび姿を現す忍び。非常に小柄で名の通り骸骨のような容姿だが、変装の名人であり体格さえ変化させることができる。彼に狙われて生き延びた者はいないとすら評される凄腕の暗殺者。慶次を殺すことを何より楽しみにしているが、同時に彼が持つ魅力に心底惚れ込んでいる。慶次とは酒を酌み交わすほど気が合う仲になるものの、捨丸や岩兵衛からは化け物と呼ばれ恐れられていた（原作では捨丸と一対一で戦い、松風が救出に来なければ殺すこともできたほどの実力差があった）。古屋七郎兵衛・佐々成政・まつと誰彼構わず通じており、特定の主を持たない。これについては骨本人が「忍びも主持ちになると腑抜けになる」と語るシーンがあり、主従関係を持たないのは彼が持つ気概からくるもののようである（原作では「武田の骨」と呼ばれており、滅亡まで武田家の扶持を受けていた）。元武家の出で、幼少の頃に親が戦で敗れ磔の刑に処されたことがある。しかし事前に親が手配した偽の助命の使者によって救われ、そのまま忍びとなった。原作では深草重太夫の弟に慶次への刺客として雇われて登場し、尾行中に風呂屋で慶次の「悪戯」に引っ掛けられたりするが、本作では先行の読切版や序盤の金沢編で既に登場ずみであったため、この役は岩兵衛に置き換えられている。最初はやや抜けたところもあり、慶次に気配を悟られたり変装を見破られたりもしていたが、中盤で再登場後は原作通りの化け物じみた存在として描かれている。捨丸や岩兵衛にも全く気配を悟られず、さらに岩兵衛に「真っ暗で心がない」言わせるように心を読ませないなど格の違いを見せ付けた。最終回で慶次が米沢へ仕官（同時に隠棲）するために行った傾き納めの場に同席。その後の動向は不明。
風魔の飛加藤
原作には登場しない。一見小柄で笑顔を絶やさないただの老人だが、真の姿はかつて天下にその名を轟かせた忍び。甲州乱波・熊若に殺されたとされていた。傀儡の術・幻術を得意とし、その技は同じ忍びの目でも易々と欺くほど巧妙を極める。時折慶次の前に現れ助勢する。公界衆の守護者としての一面も持ち、また唐剣を使うなど『吉原御免状』『かくれさと苦界行』の幻斎（庄司甚右衛門）のキャラクターが一部組み込まれている。慶次と蝙蝠および加賀忍軍との全面抗争の後始末も飛び加藤が密かに行っている。
甲斐の蝙蝠
声：- / - / 伊丸岡篤 / 後藤有三（スーパーファミコン）
本作オリジナルキャラクター。慶次を付け狙う忍び。蛍を忍びとして育て上げた師匠。獲物と定めた相手から受けた傷を“死出の置き土産”として有難がるという奇怪極まる性癖の持ち主。かつて安土城の織田信長の寝室に単身忍び込み、信長の寝顔を眺めて悠々と値踏みしたほどの凄腕であり、慶次も彼の実力を「その腕なら誰の首でも獲れる」と評している。その名の通り蝙蝠を自在に操る術の達人。この蝙蝠はケシの実を主食としており、彼自身も重度の中毒者であるため定期的にその蝙蝠をそのまま食べている。忍びの技に誇りを持っており、この世の至高の芸と信じている。また、くの一の技を忍びとは異なる汚いものと感じ、くの一として育てるために蛍を強姦することができなかった。秀吉や家康を「奴らの首には品がない」と断じ、自身がかつて惚れ込んだ信長の面影に似るという慶次の首を狙う。あらゆる技を尽くして慶次を追い込むが、両目を斬られ敗北。その後慶次はとどめをささず、弟子である蛍を娘のように愛していた蝙蝠の心に温情をかけた。最期は「あんたの首は自分が取るから他の人には渡すな」と慶次に言い残し、炎の中に身を投じ姿をくらました（自決とも解釈できるが直前の台詞とは矛盾。ただし主馬の配下から「蝙蝠が逃げた」との報告を受けたのを最後に、その後の登場は無い）。
棒涸らしの蛍
声：- / 金月真美 / 行成とあ / 片桐真衣（スーパーファミコン）
本作オリジナルキャラクター。甲斐の蝙蝠の弟子。武田の武将・氷室信成の婚約者だったが、彼が慶次に殺されたことから復讐を誓い忍びの道を選ぶ。「棒涸らし」の異名通り、男を痺れさせる性的な指技を使うが劇中で具体的な描写はなく、その技を自分にも味わわせて欲しいという四井主馬の申し出は急所を膝蹴りし、あっさり拒否した。実は処女である。蝙蝠から伝授された忍びの技で慶次の命を狙うが失敗。そして慶次の優しさに触れ操を捧げる。主馬に呼び寄せられた師匠である蝙蝠にかけられた催眠暗示を自ら致命傷を負うことで破り、慶次の腕の中で息を引き取った。慶次も心底惚れて蛍を助ける行動を起こさせ、彼女が死んだ時は号泣したほどであり、彼が悲しみの涙を流したのは本作中ではこれ一度きりである。トクマフェイバリットコミックス版1巻では「慶次をとりまく女性たちPART1」として1人目として紹介されている。また、蛍の死は慶次に加賀忍軍殲滅を（最後に利久の捨て身の説得と飛び加藤の助力で翻意したが）決意させたほどだった。スーパーファミコン版『花の慶次』では"男殺しの蛍"の異名に変更されている。

## 傾奇者
松田慎之助
本作オリジナルキャラクター。仁右衛門と共に天下一の傾奇者を名乗る青年で金沢城下で傍若無人な振る舞いを繰り返していた。揚屋の二階からそれを見ていた慶次に懲らしめられる（願鬼坊が近づいてきているのを察した慶次が慎之助を助ける意味もあった）。親友を殺した願鬼坊の挑発に乗り、実力差は明らかであるにもかかわらず果し合いに応じて敗北、致命傷を負う。そこへ駆けつけた慶次に死の間際「おれはニセ傾奇者だったようだ」と言い残し絶命した。慶次は友を思うその心に感じ入り、「ならば地獄の鬼どもに傾いてみせよ」と手向けの言葉を贈った。
重倉仁右衛門
本作オリジナルキャラクター。慎之助の親友。天下一の傾奇者を名乗り慎之助と金沢城下で暴れていたが、因縁をつけた願鬼坊に斬殺された。
蕃熊蜂太夫
本作オリジナルキャラクター。京で五指に入る傾奇者。「戦えば必ず勝つ」と評される不思議な術の使い手。その正体は長い舌を筒代わりにして毒針を吹き矢として飛ばす暗殺術である。しかし慶次から「足音をたてずに歩く侍など聞いたことが無い」と指摘され、初対面で暗殺者であることを見抜かれた。とっておきの毒針もあっさりと見破られ、舌を斬られてしまう。その後も傾奇者の面子をなんとか保とうと周囲の兵に進言するも、相手にされず足蹴にされたため恨み骨髄となる。自暴自棄になった挙句最後は体中に爆弾を括り付けて摩利支天の神輿を狙い特攻するが、慶次に防がれ一刀両断にされて爆死。しかし爆風によりさすがの慶次もそれなりの傷を負っており、ある種の意地は見せた格好となった。
深草重太夫
声：- / - / 最上嗣生
傾奇御免状をもらった慶次に果し合いを挑んだ傾奇者。介添人は各自2名という事前の約束を破り、大勢（原作では20人以上）の仲間を連れてきた（慶次側は捨丸と松風。原作では松風のみ）。長太刀が峰（刀の一番脆い部分）を立て札の棒部分で強打することで慶次に折られ、慌てて脇差を抜こうとする間に慶次が繰り出した立て札で腹を貫かれて死んだ。原作と本作での描写に差がほとんどない数少ないキャラクターの一人である（本作では描かれていないが、原作では彼が慶次に倒された後に仲間の傾奇者が2人松風に蹴り殺されている）。
重太夫の弟（原作では草津重三郎）
果し合いは遺恨を残さないものという建前に反し、兄の仇として慶次の命を狙う。しかもそのやり方が卑怯であり、原作・漫画ともに外道の雑魚という扱いを受けている。原作では九条家の青侍（公家に仕える下級武士）で、算勘の術に優れるものの武芸には自信がないため大金で骨に慶次の暗殺を依頼する。本作では本人が暗殺を決行し、名前は出てこない。祭りの神輿の中に隠れて近づき背後から慶次を刺し殺そうとしたが、直江兼続に見破られる。慶次と兼続によって川に落とされ、カナヅチであることが判明した。

## その他
おばば様
摩利支天を信仰する公界衆の長で、その神秘的な姿から「摩利支天の化身」とさえ評される美女。実年齢は60歳を超えているが、若き日の家康と出会った20代の頃と全く変わらない美貌を保っている。侘助の前でのみ老いを露わにしたが、それでも実年齢に比べ格段に若い容姿である。果てしない修行の中で自らの限界が近いこと（もう摩利支天様は自分には見えない、とも語っている）を悟っており、侘助を自分の後継者として迎え入れた。昔の名前はおりん。行者の娘であったが、世俗から隔絶された生活を送るうちに善悪の区別がつかない少女に成長してしまい、「娘を獣にした償い」として父親が自害したという過去を持つ。彼女の語る過去のエピソードは『花と火の帝』の朝比奈兵左衛門の話の流用であり、彼女の存在自体は『吉原御免状』を基にしている。
後陽成天皇
秀吉が聚楽第に行幸をした時の天皇。漫画では秀吉に裳裾をとられて辟易しているようにも見えるが、おふうによれば秀吉のことを気に入っているらしい。
岩熊
声：- / - / 最上嗣生
奇染屋店主。原作では「呉服屋」とのみ書かれており、名前や屋号などは不明。傍若無人な人物で、客を客とも思わない横柄な態度から京洛の町に悪名を轟かせている。商人としての腕は確かであり、慶次も「たしかにいいものが揃ってるじゃないか」と、店の品に対しては素直に評価していた。
かなりの巨体で、相応の怪力でもあるが慶次には遠く及ばない。氏家監物との悶着の一部始終を見ていた慶次を怒らせてしまい、腕をへし折られた上に片脚を金200両で買われそうになった（この値段は岩熊自身が設定したものである）。直後、切腹を翌日に控えた水沢隆広のもとに南蛮風のマントを命がけで押し売りに行くことで商人としての意地を見せ、慶次に認められる。その後は慶次の人柄に惚れたのか良き協力者となり、慶次が秀吉との謁見時に身に着けた猿の尻染め衣装、暗殺用の特別製の短刀を用意する。慶次の注文により作らせた短刀は鉈のように刃が厚く、普通の人間は持ち上げるのがやっとという代物だった。実は泣き上戸。原作で自分の足につけた値段は銭百貫=金20両（当時の米価格で80石ほどに相当するとの記述あり）で、捨丸に請われたまつが止めに入り、以後は登場しない。
七霧の村長
声：- / - / 相馬康一
本作オリジナルキャラクター。天皇や公家の隠密を務める七霧の里の村長。慶次でさえ「でかい爺様だな」と驚くほどの巨躯の老人で、筋骨隆々としている。七霧の男相手にさえ涼しい顔をして腕相撲に勝つ慶次が、唯一引き分けた（両者が力を籠めたら台座の岩が割れてしまった）相手。実はおふうの祖父。岩兵衛ら七霧の住人と同様に異能の力を持つが、老いからか徐々に失われつつある。それでも手を触れただけで慶次の邪心の無さ、秘められた実直さを見抜き「涼やかな風のようだ」と評している。
お雪
本作オリジナルキャラクター。おふうの実母であり、岩兵衛が惚れていた相手。おふうがさらわれた後、七霧の里で帰ってくるのを待ち続けたが亡くなった。そのため、墓は七霧の里に通じる橋の袂にある。お雪亡き後、岩兵衛が乳飲み子のおふうを育てる描写があり、どのような時系列になっているかは不明。
伊勢屋
本作オリジナルキャラクター。拝金主義の商人で、「武士など戦いしかできない馬鹿で、金でどうとでも動く」と口に出すことをはばかることなく侮蔑している。黄金で慶次たちを買収して、七霧の里に毒を流させようとしたが失敗。褌一丁にされて柱に縛られた上に頭に小判の束を括り付けられ、その重みで水桶に顔を突っ込まされるという罰を受けていた。その後、風斎に殺され首を利用される羽目になった。
木猿
本作オリジナルキャラクター。酔いざましに川で顔を洗っていた時に風魔の忍びに殺害される七霧の住人。死に際に異能の力で村長に異変を伝える。仇は岩兵衛に討ってもらった。
五平太
本作オリジナルキャラクター。茶々が贔屓にしていた能役者だが、殺されて月斎に入れ替わられていた。

大前田庄衛門
本作オリジナルキャラクター。呉服問屋・伊勢屋の店主（上述の伊勢屋とは無関係）。昔の名前は鮫吉。かつては兵士として戦場で戦っており、慶次が討った侍の武具を拾い集めて（慶次曰く「落ち首拾い」）売りさばいた金を元手に商売を始めた。慶次はそれを知りながら他言していないため、頭が上がらない。慶次との関わりを黒部三左に勘付かれ凄惨な拷問を受けるが、なんとか慶次の存在を吐かずに堪える。重傷を負ったものの、駆けつけた真田幸村らに救助された。